# Sebastian Anton Scherer
Sebastian Anton (Antonius) Scherer (* 3. Oktober 1631 in Ulm; † 26. August 1712 in Ulm) war Organist am Ulmer Münster und deutscher Komponist in der süddeutschen Musiktradition des Frühbarocks.

## Leben
Scherer wurde am 4. Oktober 1631 in Ulm getauft. Sein Vater war der aus Straßburg im Elsass stammende Bäcker Peter Scherer. Sebastian Scherer besuchte zunächst die Lateinschule in Ulm und wurde 1649 in das dortige Gymnasium aufgenommen. Über seine musikalische Ausbildung ist nichts Näheres bekannt. Es ist allerdings naheliegend, dass er angesichts des damals üblichen Umfanges des Musikunterrichtes an den Lateinschulen und Gymnasien, der täglichen Chorgesang, Instrumentalunterricht für begabte Schüler sowie mehrere Wochenstunden Musiktheorie umfasste, über eine umfängliche Grundausbildung verfügte.
Am 17. Juni des Jahres 1653 wurde er vom Rat der Stadt Ulm als Stadtmusicus und Vice-Organist angestellt. Er hatte am Sonntag zuvor eine Probe seines Könnens abgelegt, indem er vor und nach der Predigt so wol uf der Violen als uf der Orgel von seinen eignen componirten stuckhen gespielt hatte. 1668 wurde er Director musices und übernahm die Leitung des Collegium Musicum. Nach dem Tod des Schwiegervaters Tobias Eberlin übernahm er am 22. Dezember 1671 dessen Amt als Organist des Ulmer Münsters. Dieses Amt behielt er bis zum Ende seines Lebens inne. In den Jahren 1684/85 soll er als Organist an St. Thomas in Straßburg tätig gewesen sein.

## Scherer-Ensemble
Ein Scherer-Ensemble in der Tradition Sebastian Scherers existiert seit 2001 unter der Leitung von Thomas Müller in Ulm. Es widmet sich schwerpunktmäßig den Kompositionen Sebastian Anton Scherers, aber auch der Musik anderer Komponisten des 16. bis 19. Jahrhunderts aus Ulm und Oberschwaben.

## Werke
Während den Vocalkompositionen Scherers Werke von Heinrich Schütz und Andreas Hammerschmidt als Vorbild dienten, sind die Instrumentalwerke im Stil Girolamo Frescobaldis vertont.
- Op. 1 (1655): ein Band mit 2 Messen, 3 Psalmvertonungen und 4 Motetten.
- Op. 2 (1664): Tabulatura in Cymbalo et Organo, Zwei Bücher mit kurzen Intonationen, Fughetten und Pedaltoccaten
- (1664): Traur- und Klag-Gesang, A. 5. Voc. w. C. A. T. B. uber den allzufrühen und unverhofften Todtsfall, Deß ... Herrn Johann Ludwig Pöckhen, beeder Rechten Doctorandi / zu Ehren und Seeligem Angedencken auffgesetzt von Sebastiano Antonio Scherer, Vece-Organisten in Ulm Digitalisat
- Op. 3 (1680): Druck mit 14 Sonaten für 2 Violinen, Gambe und B.c.

## Ausgaben
- Livre D'Orgue de S. A. Scherer, hrsg. von Alexandre Guilmant, SchottM (ED 1882), 1907